# Welch Peak
Der Welch Peak ist ein 1010 m hoher Berg im westantarktischen Marie-Byrd-Land. An der Nordseite der Tapley Mountains ragt er 15 km nordwestlich des Mount Gould auf.
Der United States Geological Survey kartierte ihn anhand eigener Vermessungen und Luftaufnahmen der United States Navy aus den Jahren von 1960 bis 1963. Das Advisory Committee on Antarctic Names benannte ihn im Jahr 1967 nach Walton Denny Welch, Elektrotechniker auf der Byrd-Station im Jahr 1957.